# La Calisto
La Calisto è un dramma per musica in un prologo e tre atti del compositore Francesco Cavalli su libretto di Giovanni Faustini, basato a sua volta sul poema epico Metamorfosi di Ovidio.

Ebbe la sua prima rappresentazione il 28 novembre 1651 al Teatro Sant'Apollinare di Venezia. All'epoca il Sant'Apollinare era dotato di un complesso macchinario, il quale fu impiegato appunto nella prima produzione di quest'opera in modo da impressionare il pubblico con spettacoli sul palcoscenico. Tuttavia le prime messe in scena non ebbero un elevato numero di presenze: infatti le prime 11 rappresentazioni realizzate tra il 28 novembre e il 31 dicembre del 1651 attrasserro solo 1200 persone.

L'opera è stata rimessa in scena con successo anche in tempi moderni. La ripresa di Raymond Leppard con la London Philharmonic Orchestra, Ileana Cotrubaș e Janet Baker per il Glyndebourne Festival Opera del 1970 ebbe una certa importanza per ricreare un nuovo interesse per l'opera barocca.

## Trama

### Atto 1
Dopo aver abbattuto Fetonte che con il carro del Sole ha incendiato il mondo, Giove scende sulla terra con Mercurio per far tornare in vita la natura. I due s'imbattono in Calisto, ninfa devota a Diana, di cui Giove s'innamora perdutamente: di fronte alle sue lusinghe, Calisto si schermisce ritrosa, in quanto la sua devozione a Diana le impone la castità. Mercurio, una volta fuggita la ninfa, consiglia a Giove di tramutarsi in Diana per poter avvicinare la ragazza. L'inganno sortisce l'effetto: Giove si approccia a Calisto tramutato in Diana, e la ninfa si lascia si concede alla tanto amata dea. 

Nel frattempo, la vera Diana è impegnata a ripopolare le foreste ricresciute degli animali sfuggiti al grande incendio; la segue la fida ancella Linfea, e, da lontano, il pastore Endimione, di lei innamorato. Diana stessa ricambia i sentimenti del giovane, ma la sua proverbiale castità le impone di fuggire i vezzi dell'amore. Una volta allontanato il desolato Endimione, Diana e Linfea sono raggiunte da Calisto che, ancora ingannata, si rivolge alla divinità ricordandole i momenti di amore goduti poco prima. Diana, sdegnata, allontana dal suo corteggio la ninfa, lasciando Calisto sola a piangere.

Di Diana è innamorato anche Pan, che si strugge perché il suo amore non è ricambiato e teme di avere un rivale. Il seguito dei suoi satiri si offre di presidiare i boschi per scoprire se Diana ami effettivamente qualcuno.

### Atto 2
Sulla cima del monte Liceo, Diana ritrova Endimione, addormentato: al suo risveglio, la dea non resiste e gli confessa il suo amore. Il loro incontro è tuttavia spiato da uno dei satiri di Pan, che corre a riportare tutto al suo padrone. 

Nel frattempo, Giunone, moglie di Giove, scende sulla terra: sa che il marito, assente dall'Olimpo da lungo tempo, è impegnato in nuove conquiste, ed è in cerca di vendetta. Per puro caso la dea incontra Calisto, ancora disperata e, dapprima mossa a pietà, chiede alla ragazza qual è il motivo del suo pianto: dal suo racconto, Giunone capisce che Calisto è il nuovo bersaglio amoroso del marito infedele, tramutatosi in Diana per sedurla. 
 L'arrivo di Mercurio e di Giove, ancora mutato in Diana, confermano il sospetto di Giunone: Calisto, dubbiosa ma ancora innamorata, cede alle lusinghe. Giove dà appuntamento alla ninfa alle fonti del fiume Ladone, e Calisto parte al luogo prefissato. Giunone si svela, e affronta Mercurio e Giove: quest'ultimo cerca di recitare anche con la moglie tradita la parte di Diana, causando lo sdegno di Giunone, che si allontana.

A complicare la vicenda giungono prima Endimione, che si mette ad amoreggiare con la finta Diana, e poi Pan col suo seguito: il dio dei boschi cattura il pastore, minacciando Diana di vendicarsi sul suo amante. Giove e Mercurio, invece che assistere il povero Endimione, fuggono, lasciando il pastore nelle grinfie del vendicativo Pan.

### Atto 3
Calisto arriva alla fonte del Ladone, in attesa dell'amata: ma invece di Diana arriva Giunone con un seguito di Furie, che tramutano la ragazza in orsa. Giunone parte nuovamente, raccomandando alle Furie di sorvegliare l'orsa, ma l'arrivo di Giove e Mercurio scaccia le divinità infernali: Giove, per ricompensare gli affanni della povera ninfa, promette a Calisto che, una volta morta, verrà premiata in cielo, a dispetto della rabbia di Giunone.

Nel frattempo, la vera Diana arriva e salva Endimione dalle grinfie di Pan, e scaccia il dio dei boschi con il suo seguito: allo scornato Pan non resta che vendicarsi rendendo pubblica la lussuria di Diana. 

L'opera si conclude nell'empireo, con la trasformazione di Calisto in una costellazione, l'Orsa maggiore.

## Brani celebri
- Piante ombrose (Calisto, Atto I)
- O decoro del mio coro... A baciarsi andiam (Calisto e Giove, Atto I)
- Piangete, sospirate (Calisto, Atto I)
- Erme, e solinghe cime... Lucidissima face (Endimione, Atto II)
- Racconsolata e paga... Mogli mie tradite (Giunone, Atto III)
- Dolcissimi baci (Endimione e Diana, Atto III)

## Incisioni discografiche
| Anno | Cast (Calisto, Diana, Endimione, Giove, Mercurio, Giunone)                                                               | Direttore       | Etichetta      |
| ---- | --- | --------------- | -------------- |
| 1972 | Ileana Cotrubaș, Janet Baker, James Bowman, Ugo Trama, Peter Gottlieb, Teresa Kubiak                                     | Raymond Leppard | Decca          |
| 1988 | Maria Pia Piscitelli, Alessandra Mantovani, Claudia Nicole Bandera, Michele Pertusi, Francesco Piccoli, Rosa Maria Orani | Bruno Moretti   | Stradivarius   |
| 1994 | Maria Bayo, Alessandra Mantovani, Graham Pushee, Marcello Lippi, Simon Keenlyside, Sonia Theodoridou                     | René Jacobs     | Harmonia Mundi |